# Xã Washington, Quận Armstrong, Pennsylvania
Xã Washington (tiếng Anh: Washington Township) là một xã thuộc quận Armstrong, tiểu bang Pennsylvania, Hoa Kỳ. Năm 2010, dân số của xã này là 923 người.